# Verbandsgemeinde Hagenbach
Die Verbandsgemeinde Hagenbach ist eine Gebietskörperschaft im Landkreis Germersheim in Rheinland-Pfalz. Der Verbandsgemeinde gehören vier Ortsgemeinden an, der Verwaltungssitz ist in der Stadt Hagenbach. Die Verbandsgemeinde entstand bei der Verwaltungsreform im Jahre 1972 und liegt in der Südpfalz sowie am Rhein.

## Geographie
Die Verbandsgemeinde liegt im Süden des Landkreises und ist die südlichste Verbandsgemeinde des Landes Rheinland-Pfalz.
Sie liegt an den Gewässern Rhein und Lauter und am Bienwald im Dreiländereck Südpfalz – Mittlerer Oberrhein – Nordelsass (Eurodistrikt PAMINA).

### Verbandsangehörige Gemeinden
| Ortsgemeinde, Stadt        | Fläche (km²) | Einwohner |
| -------------------------- | ------------ | --------- |
| Berg (Pfalz)               | 6,77         | 1.969     |
| Hagenbach, Stadt           | 15,85        | 5.354     |
| Neuburg am Rhein           | 8,25         | 2.529     |
| Scheibenhardt              | 2,88         | 608       |
| Verbandsgemeinde Hagenbach | 33,75        | 10.460    |

(Einwohner am 31. Dezember 2024)
Die Orte Hagenbach, Neuburg, Berg, Neulauterburg und Scheibenhardt folgen in der Oberrheinischen Tiefebene von Norden nach Süden.

## Geschichte
Die Verbandsgemeinde Hagenbach wurde im Rahmen der Mitte der 1960er Jahre begonnenen rheinland-pfälzischen Gebiets- und Verwaltungsreform auf der Grundlage des „Dreizehnten Landesgesetzes über die Verwaltungsvereinfachung im Lande Rheinland-Pfalz“ vom 1. März 1972, in Kraft getreten am 22. April 1972, neu gebildet.

## Bevölkerungsentwicklung
Die Entwicklung der Einwohnerzahl bezogen auf das Gebiet der heutigen Verbandsgemeinde Hagenbach; die Werte von 1871 bis 1987 beruhen auf Volkszählungen:
| Jahr | Einwohner |
| 1815 | 4.001     |
| 1835 | 4.800     |
| 1871 | 5.050     |
| 1905 | 5.000     |
| 1939 | 6.183     |
| 1950 | 5.979     |

| Jahr | Einwohner |
| 1961 | 6.937     |
| 1970 | 9.111     |
| 1987 | 9.609     |
| 1997 | 10.797    |
| 2005 | 10.842    |
| 2024 | 10.460    |

## Politik

### Verbandsgemeinderat
Der Verbandsgemeinderat Hagenbach besteht aus 28 ehrenamtlichen Ratsmitgliedern, die bei der Kommunalwahl am 9. Juni 2024 in einer personalisierten Verhältniswahl gewählt wurden, und der hauptamtlichen Bürgermeisterin als Vorsitzender.
Die Sitzverteilung im Verbandsgemeinderat:
| Wahl | SPD | CDU | Grüne | AfD | FDP | FWG | WGN | Gesamt   |
| ---- | --- | --- | ----- | --- | --- | --- | --- | -------- |
| 2024 | 7   | 11  | 2     | 3   | 1   | 2   | 2   | 28 Sitze |
| 2019 | 7   | 8   | 3     | 3   | 2   | 2   | 3   | 28 Sitze |
| 2014 | 10  | 11  | 2     | –   | –   | 3   | 2   | 28 Sitze |
| 2009 | 10  | 11  | 2     | –   | –   | 3   | 2   | 28 Sitze |
| 2004 | 9   | 12  | 2     | –   | –   | 3   | 2   | 28 Sitze |

- FWG = Freie Wählergruppe Berg (Pfalz) e. V.
- WGN = Wählergruppe Neuburg e. V.

### Bürgermeister
Iris Fleisch (CDU) wurde am 1. April 2021 Bürgermeisterin der Verbandsgemeinde Hagenbach. Bei der Direktwahl am 25. Oktober 2020 hatte sie sich mit einem Stimmenanteil von 54,36 % gegen Mario Daum (SPD) durchgesetzt.
Ihre Vorgänger waren:
- 1972–1987: Karl August Vogel (CDU)
- 1987–2005: Dietmar Brand (CDU)
- 2005–2021: Reinhard Scherrer (SPD)

### Wappen
Die Wappenbeschreibung lautet: „In vierfach von Gold und Grün geteiltem Schildbord, in viergeteiltem Schild oben rechts in Silber eine bewurzelte grüne Buche, oben links in Schwarz ein goldener Anker, unten rechts in Blau ein schwebendes silbernes Kreuz, unten links in Gold über grünem Dreiberg eine rote Rose.“
Das Wappen wurde 1985 von der Bezirksregierung Neustadt genehmigt und zeigt die Hauptelemente der Wappen der vier Ortsgemeinden.